# Waikouaiti
Waikouaiti – miasto w Nowej Zelandii, na Wyspie Południowej, w regionie Otago.